# 大阪府第3區
大阪府第3區是日本眾議院的選區，始於1994年。

## 小選舉区選出議員
| 選舉名                 | 年     | 当選者   | 党派   | 選區範圍                               |
| ---------------------- | ------ | -------- | ------ | -------------------------------------- |
| 第41屆眾議院議員總選舉 | 1996年 | 田端正廣 | 新進党 | 大阪市大正区、住吉区、西成区、住之江区 |
| 第42屆眾議院議員總選舉 | 2000年 | 田端正廣 | 公明党 | 大阪市大正区、住吉区、西成区、住之江区 |
| 第43屆眾議院議員總選舉 | 2003年 | 田端正廣 | 公明党 | 大阪市大正区、住吉区、西成区、住之江区 |
| 第44屆眾議院議員總選舉 | 2005年 | 田端正廣 | 公明党 | 大阪市大正区、住吉区、西成区、住之江区 |
| 第45屆眾議院議員總選舉 | 2009年 | 中島正純 | 民主党 | 大阪市大正区、住吉区、西成区、住之江区 |
| 第46屆眾議院議員總選舉 | 2012年 | 佐藤茂樹 | 公明党 | 大阪市大正区、住吉区、西成区、住之江区 |
| 第47屆眾議院議員總選舉 | 2014年 | 佐藤茂樹 | 公明党 | 大阪市大正区、住吉区、西成区、住之江区 |
| 第48屆眾議院議員總選舉 | 2017年 | 佐藤茂樹 | 公明党 | 大阪市大正区、住吉区、西成区、住之江区 |
| 第49屆眾議院議員總選舉 | 2021年 | 佐藤茂樹 | 公明党 | 大阪市大正区、住吉区、西成区、住之江区 |
| 第50屆眾議院議員總選舉 | 2024年 |          |        |                                        |